# Regimitra quadricaula
Regimitra quadricaula är en klomaskart som beskrevs av Reid 1996. Regimitra quadricaula ingår i släktet Regimitra och familjen Peripatopsidae. Inga underarter finns listade i Catalogue of Life.